# Haute Cerdagne
Haute Cerdagne (catalansk: Alta Cerdanya) er et landskab i departementet Pyrénées-Orientales i det sydlige Frankrig. Haute Cerdagne er den franske halvdel af det gamle catalanske comarca Cerdanya. Haute Cerdagne grænser op til landskaberne Rippolès og Baixa Cerdanya i Spanien, Andorra og i Frankrig departementet Ariège og landskaberne Capcir og Conflent.
Haute Cerdagne er en højslette i den sydlige del af Pyrenæerne. Segre, der er en af Ebros store bifloder, udspringer i Haute Cerdagne.
De vigtigste byer er Font-Romeu-Odeillo-Via, Osséja og Bourg-Madame. I alt er der 26 kommuner og en samlet befolkning på 12.035 (1999).
Historisk er Cerdanya et catalansk comarca, men efter Pyrenæerfreden i 1659 blev det delt mellem Frankrig og Spanien.

## Galleri
- Mont-Louis
- Odeillo-solovnen
- Angoustrine-Villeneuve-des-Escaldes
- Latour-de-Carol

42°30′N 1°58′Ø / 42.5°N 1.97°Ø